# Десять дней в долине
«Де́сять дней в доли́не» (англ. Ten Days in the Valley) — американский драматический телесериал с Кирой Седжвик в главной роли. Премьера сериала состоялась 1 октября 2017 года на телеканале ABC. После выхода четырёх эпизодов, ABC снял сериал с эфира; показ продолжился 16 декабря 2017 года, а заключительный эпизод вышел 6 января 2018 года.

## Сюжет
Жизнь телевизионного продюсера переворачивается с ног на голову вместе с пропажей дочери и становится похожа на полицейский сериал, где у каждого свои тайны и никому нельзя доверять.

## В ролях

### Основной состав
- Кира Седжвик — Джейн Сэдлер[4]
- Адевале Акиннуойе-Агбадже — Джон Бёрд
- Кик Гарри — Пит
- Эрика Кристенсен — Али Петрович
- Джош Рэндалл — Том
- Феликс Солис — Дэвид Гомес
- Франсуа Баттистл — Гас
- Малькольм-Джамал Уорнер — Мэтт
- Эбигейл Пниовски — Лэйк

## Эпизоды
| №  | Название                                              | Режиссёр            | Автор сценария             | Дата премьеры   | Зрители в США (млн) |
| -- | ----------------------------------------------------- | ------------------- | -------------------------- | --------------- | ------------------- |
| 1  | «День 1: Постепенное усиление» «Day 1: Fade In»       | Карл Франклин       | Тэсси Камерон              | 1 октября 2017  | 3.44                |
| 2  | «День 2: Пол в монтажной» «Day 2: Cutting Room Floor» | Колин Бакси         | Шерри Уайт                 | 8 октября 2017  | 2.59                |
| 3  | «День 3: День из дней» «Day 3: Day Out of Days»       | Сара Пиа Андерсон   | Обри Нилон                 | 15 октября 2017 | 2.62                |
| 4  | «День 4: Под чертой» «Day 4: Below the Line»          | Джессика Ю          | Крис Робертс               | 22 октября 2017 | 2.20                |
| 5  | «День 5: Вернемся к ним» «Day 5: Back to Ones»        | Кристофер Мисиано   | Марша Грин                 | 16 декабря 2017 | 1.54                |
| 6  | «День 6: День» «Day 6: Down Day»                      | Стив Робин          | Тэсси Камерон и Шерри Уайт | 16 декабря 2017 | 1.36                |
| 7  | «День 7: Ломая историю» «Day 7: Breaking the Story»   | Константин Макрис   | Обри Нилон и Брайан Грация | 23 декабря 2017 | 1.56                |
| 8  | «День 8: Против типа» «Day 8: Against Type»           | Бетани Руни         | Марша Грин и Крис Робертс  | 30 декабря 2017 | 1.44                |
| 9  | «День 9: Переделка» «Day 9: Recast»                   | Ханель М. Кулпеппер | Обри Нилон и Шерри Уайт    | 6 января 2018   | 2.55                |
| 10 | «День 10: Исчезать» «Day 10: Fade Out»                | Стив Робин          | Тэсси Камерон              | 6 января 2018   | 2.24                |

## Производство
Разработка сериала началась в начале 2016 года; планировалось, что главную роль исполнит Деми Мур. Летом того же года Мур покинула проект по неизвестным причинам и была заменена Кирой Седжвик.

## Отзывы критиков
На сайте-агрегаторе Rotten Tomatoes сериал имеет 71% «свежести» на основе 7-ми отзывов. На Metacritic сериал получил 65 баллов из ста на основе 11-ти «в общем положительных» отзывах.